# Jîtani, Volodîmîr-Volînskîi
Jîtani (în ucraineană Житані) este un sat în comuna Hmelivka din raionul Volodîmîr-Volînskîi, regiunea Volînia, Ucraina.

## Demografie
Componența lingvistică a localității Jîtani
     Ucraineană (100%)
Conform recensământului din 2001, toată populația localității Jîtani era vorbitoare de ucraineană (100%).